# Alfred Newman
Alfred Newman (New Haven (Connecticut), 17 maart 1901 - Hollywood, 17 februari 1970) was een bekend filmmuziekcomponist, hij was eveneens dirigent.

## Levensloop
Newman kon al als klein jongetje piano spelen. Alhoewel in een familie met negen kinderen niet te veel geld over was, kon hij muzieklessen nemen bij de Poolse componist en pianist Sigismond Stojowski. Hij won twee muziekwedstrijden en kon later studeren. Hij studeerde in New York bij onder anderen Rubin Goldmark en George Wedge. Toen hij later in Hollywood was, studeerde hij ook privé bij Arnold Schönberg. Gedurende de jaren 1920 dirigeerde hij vooral musicals in de Broadwaytheaters.
In 1930 vertrok hij naar Hollywood en werd componist voor meer dan 200 films in de periode 1930-1970 waarmee hij 9 Oscars verzamelde; in totaal werd hij 45 maal genomineerd. Hij is hiermee de filmcomponist met de meeste Oscars, gevolgd door Alan Menken (8 Oscars) en John Williams (5 Oscars). Met Williams deelt hij ook de plaats van 45 oscarnominaties te hebben. De meeste films van Newman zijn geschreven voor 20th Century Fox films voor wie hij de huiscomponist was. Newman is ook verantwoordelijk voor de bekende fanfare waarmee alle 20th Century Fox films beginnen.
Alfred Newman komt uit een familie van grote (film)componisten:
- zijn broer Lionel Newman,
- zijn broer Emil Newman,
- zijn zoon David Newman.
- zijn zoon Thomas Newman,
- zijn dochter Maria Newman,
- zijn neef en zoon van zijn broer Irving Newman Randy Newman,
- zijn achterneef en kleinzoon van zijn broer Lionel Newman Joey Newman.

## Composities

### Werken voor harmonieorkest
- 1933 Street Scene (bewerkt door: Eric Leidzén)
- 1956 Hollywood Moods, selectie uit filmmuziek van Alfred Newman (bewerkt door: Paul Yoder)

### Filmmuziek
- 1931 Arrowsmith
- 1932 Rain
- 1932 Mr. Robinson Crusoe
- 1934 The Affairs of Cellini
- 1934 The House of Rothschild
- 1935 The Dark Angel
- 1935 Barbary Coast
- 1935 Broadway Melody of 1936
- 1935 Les Misérables
- 1936 Dodsworth
- 1936 These Three
- 1936 Dancing Pirate
- 1937 The Hurricane
- 1937 Street Scene
- 1937 The Prisoner of Zenda
- 1939 Young Mr. Lincoln
- 1939 Gunga Din
- 1939 Beau Geste
- 1939 Wuthering Heights (1939)
- 1939 The Rains Came
- 1939 The Hunchback of Notre Dame (1939)
- 1939 Drums Along the Mohawk
- 1940 The Grapes of Wrath
- 1940 Foreign Correspondent
- 1940 The Mark of Zorro (1940)
- 1941 Blood and Sand (1941)
- 1941 Ball of Fire
- 1942 Son of Fury: The Story of Benjamin Blake
- 1942 The Black Swan
- 1942 My Gal Sal
- 1942 The Battle of Midway
- 1943 Heaven Can Wait (1943)
- 1943 The Song of Bernadette
- 1944 Wilson
- 1944 The Keys Of The Kingdom
- 1945 Leave Her to Heaven
- 1946 The Razor's Edge
- 1947 Captain from Castile
- 1948 Yellow Sky
- 1948 The Snake Pit
- 1949 Prince of Foxes
- 1949 A Letter to Three Wives
- 1950 All About Eve
- 1950 When Willie Comes Marching Home
- 1951 David And Bathsheba
- 1953 The Robe
- 1955 The Seven Year Itch
- 1955 Love Is a Many-Splendored Thing
- 1956 Anastasia
- 1959 The Diary of Anne Frank
- 1959 The Best of Everything (Voor haar is niets te goed, Meisjes van New York)
- 1960 The Counterfeit Traitor
- 1961 The Pleasure of His Company
- 1961 Flower Drum Song
- 1962 How the West Was Won
- 1965 The Greatest Story Ever Told
- 1966 Nevada Smith
- 1968 Firecreek
- 1969-1970 Airport (film)